# Sævil Jarl
Sævil Jarl è un personaggio della mitologia norrena, nominato nella saga norrena chiamata Hrólfs saga kraka ok kappa hans e nel riassunto latino della Saga degli Skjöldungar scritto da Arngrímur Jónsson, dove compare col nome di Sevillus. È uno jarl, della Zelanda secondo la Saga degli Skjöldungar; è il marito di Signý, sorella dei re danesi Hróarr e Helgi (Hrólfs saga kraka ok kappa hans), chiamati Roas e Helgo nella Saga degli Skjöldungar.
La Hrólfs saga kraka ok kappa hans racconta che Halfdan ebbe due figli maschi, Hróarr e Helgi, e una figlia femmina, Signý; egli governava su una parte di Danimarca, mentre sull'altra regnava il suo malvagio fratello Fróði. Fróði uccise il fratello per prendere il suo regno e diventare re di una Danimarca unificata; poi si diede da fare per eliminare i figli di Halfdan, perché non potessero reclamare il trono del padre. Pertanto i due figli maschi di Halfdan (Signy non era un pericolo essendo già sposata con Sævil Jarl) scapparono su un'isoletta protetti da un vecchio chiamato Vivil; quando il nuovo re quasi li prese nel luogo ove si erano rifugiati, Vivil li spedì dal cognato Sævil Jarl, ma loro non si fecero riconoscere dal parente. Fu poi la sorella a riconoscerli molto tempo dopo, e Sævil Jarl continuò a nasconderli, finché, durante un banchetto con il re, quest'ultimo si fece rivelare da una vǫlva che i suoi due nipoti erano vicini a lui; si reca da Sævil Jarl e Signý, minacciandoli con la tortura, ma entrambi si comportano coraggiosamente. Alla fine tuttavia Signý rivela la loro identità e i fratelli devono scappare.
Sævil Jarl verrà ancora nominato più tardi, quando ormai Fróði è stato ucciso e Helgi ha preso il potere sull'intera Danimarca: Hróarr aveva infatti rinunciato a governare e si era trasferito in Northumbria, dove aveva sposato Ögn figlia di re Norðri, ed era stato ricompensato dal fratello con un anello prezioso, un cimelio di famiglia. Il figlio di Signý e Sævil Jarl, Hrókr, si riteneva legittimo erede di un terzo dell'eredità di Halfdan, ma Helgi si rifiutò di dargli un terzo di Danimarca; allora si recò da Hróarr per avere almeno l'anello. Quando lo zio si rifiutò di darglielo, chiese almeno di poterlo vedere e poi lo buttò in acqua; Hróarr, infuriato, gli tagliò i piedi e lo rispedì indietro alle sue navi. Hrókr, non riuscendo a sopportare l'affronto, tornò con un grande esercito e uccise Hróarr, ma poi Helgi per vendicare il fratello gli fece tagliare anche le braccia.
Per questi collegamenti tra Sævil Jarl/Sevillus e i due fratelli Hróarr/Roas e Helgi/Helgo, nel 1896 Frederich Kluge volle inserire il suo nome nell'incompleto verso 62 del Beowulf ("hyrde ic þ         elan cwen"). Infatti i versi 61-63, che parlano dei figli di Halfdan, così recitano:
(Beowulf, vv. 61-63)
Lo spazio vuoto dovrebbe contenere il nome del marito dell'anonima figlia di Halfdan. Kluge aveva ipotizzato, basandosi su Signý come sorella di Hroðgar e Halga (Hróarr e Helgi) e quindi su Sævil Jarl come marito, di completare il verso con i loro nomi resi in antico inglese ("hyrde ic þ Sigeneow wæs Sæwelan cwen", cioè "ho sentito parlare della regina Signy [moglie] di Sævil Jarl"). Tuttavia Kluge fu raramente preso in considerazione; oggi si pensa più che altro, come sorella di Hroðgar e Halga, a Yrsa, e come suo marito al re svedese Onela, e spesso i vari editori del Beowulf o di loro traduzioni preferiscono lasciare il verso incompleto come ci è pervenuto, per troncare ogni discussione.